# TASF
ジフルオロトリメチルケイ酸トリス(ジメチルアミノ)スルホニウム（tris(dimethylamino)sulfonium difluorotrimethylsilicate）またはTASF試薬（TASF reagent）は、構造式が [((CH3)2N)3S]+[F2Si(CH3)3]- と表される有機合成試剤である。TASF試薬は無水のフッ化物イオン源として、特に水を嫌う基質に対してシリルエーテルの保護基の除去に用いられる。
フッ化物イオンを供給する試薬としては、無機のフッ化物塩やフッ化テトラブチルアンモニウム (TBAF) など多くの化合物が知られているが、「裸の」F -の並外れた塩基性のため、厳密に「無水」であるものはほとんどない。TASFでは、フッ化物イオンは弱ルイス酸のトリメチルシリルフルオリド (FSi(CH3)3) に付加しており、求核性は抑えられている。
スルホニウムカチオン ((CH3)2N)3S+ は、3個のジメチルアミノ基 (CH3)2N- の電子供与性のため、求電子性はとても小さい。

## 合成
TASFは四フッ化硫黄から合成される。
{\displaystyle {\ce {3(CH3)2NSi(CH3)3\ + SF4 -> 2 (CH3)3SiF\ + [((CH3)2N)3S]^+[F2Si(CH3)3]^-}}}
上記の反応はエーテルを溶媒として行われ、無色の沈殿として TASF が得られる。